# オリーブの休日
「オリーブの休日」（オリーブのきゅうじつ）は、辛島美登里の11枚目のシングル。1991年（平成3年）6月19日発売。発売元はファンハウス。

## 概要
3rdスタジオ・アルバム『GREEN』からシングルカットされた。
カップリング曲「恋はシャッフル」は中部地方「平安閣」のCMソングに使用された。

## 収録曲
作詞・作曲:辛島美登里 編曲:佐藤準
1. オリーブの休日 (4:30)
2. 恋はシャッフル (4:15)

## 関連作品
- GREEN
- Singles（オリーブの休日）

## 参加ミュージシャン
- Drums: Hideo Yamaki（M1,M2）
- Electric Bass: Chiharu Mikuzuki（M1,M2）
- Electric Guitar: Tsuyoshi Kon（M1,M2）
- Keyboard: Ryouichi Kuniyoshi（M1,M2）, Jun Satoh（M1,M2）
- Chorus: Kiyoshi Hiyama（M1）, Jun Satoh（M1）, If（M2）
- Synthesizer Programmer: Keishi Urata（M1,M2）